# Alal

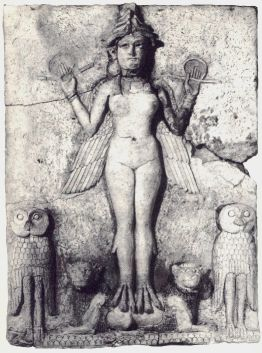
Lilith, señora de los demonios en varias mitologías de Oriente Medio.

En la mitología mesopotámica, los alal era una clase de demonios destructores que, para tentar a los hombres, salían del infierno y adoptaban diversas formas, tentaciones que los caldeos lograban rechazar por medio de amuletos.
El arte caldeo-asirio representa a estos espíritus bajo la forma de horribles monstruos, como en los bajorrelieves del palacio de Asurbanipal, en Kuiundjik (Irak, hoy trasladado al Museo Británico) y en pequeños bronces y tablillas de arcilla cocida en forma de cilindro, cono, sello, etc.
Generalmente ven figurados estos demonios como teriocéfalos, con cuerpo humano, cabeza de león con las fauces abiertas, orejas de perro y crines de caballo. Amenazan con largos puñales que llevan en ambas manos. Los pies son frecuentemente sustituidos por garras de ave de presa.
La diosa infernal a la que obedecían los alal se llamaba Alat, esposa de Nergal, dios de la guerra, y hermana de Astarté.